# Facultad de Ciencias Forestales de la Universidad de Concepción
La Facultad de Ciencias Forestales de la Universidad de Concepción es una de las 16 facultades que existen en la Universidad de Concepción. Actualmente está ubicado en el extremo sur de la ciudad universitaria. Frente a él se ubica el canal de televisión TVU.  

## Historia
En 1965 se crea en el campus Los Ángeles la carrera de Tecnología Forestal, primer antecedente de esta facultad. La carrera de Perito Forestal comienza a dictarse en el mismo campus en 1972. En 1976 aparece la carrera de ingeniería forestal, esta vez funcionando en dependencias del campus Chillán de la UdeC, que luego recibe en 1977 la carrera de Tecnología Forestal en su cede.
En 1983 deja de impartirse tecnología forestal, sin embargo, en 1992, se crea la actual Facultad de Ciencias Forestales que al año siguiente se trasladaría a Concepción. En 1997 otorga su primer programa de postgrado y en 2001 el primer doctorado (en conjunto con la Universidad Austral). 
Más tarde egresa en 2002 el primer Doctor en Ciencias forestales de Chile de la Facultad, es acreditada y dos años más tarde, se crea el Centro de Biotecnología de la Universidad de Concepción en donde Ciencias Forestales es parte. En 2005 aparece la carrera de Ingeniería en Biotecnología Vegetal y en 2009 la carrera de Ingeniería en Conservación de Recursos Naturales.

## Infraestructura
El edificio de la facultad posee una superficie superior a 3.000 m². Incluye las salas de clases, los laboratorios, una sala de videoconferencia, sala de consejo, sala de estar para estudiantes y docentes, oficinas para estudiantes de postgrado, un Auditorio para cerca de 140 personas, un casino, entre otras dependencias.
También dispone del Laboratorio Silvotecnológico de la Madera, cercano a la facultad, un invernadero y un predio contiguo de 196 ha, con plantaciones de índole forestales y bosque nativo. Aquí se realizan las prácticas de terreno de los alumnos.